# 木曽岬町立木曽岬中学校
木曽岬町立木曽岬中学校（きそさきちょうりつ きそさきちゅうがっこう）は、三重県桑名郡木曽岬町中和泉にある公立中学校。

## 概要
木曽岬町は、三重県の北東端、木曽川の河口部に位置する。東は愛知県弥富市と接し、西は木曽川を挟んで桑名市が隣接している。中学校は木曽岬町の中央東に位置し、桑名駅から東に車で約15分、名古屋駅から西南に約30分の田畑の残る田園地帯にある。

## 沿革
- 1947年（昭和22年）4月15日 - 中学校認可（小学校に併設）
- 1947年（昭和22年）5月10日 - 開校式
- 1950年（昭和25年）9月21日 - 校舎移転・開校式挙式
- 1950年（昭和25年）10月6日 - 校舎落成祝賀挙行東
- 1959年（昭和34年）9月26日 - 伊勢湾台風により校舎流出倒壊
- 1961年（昭和36年）2月27日 - 新校舎竣工
- 1962年（昭和37年）3月5日 - 給食開始
- 1965年（昭和40年）2月18日 - 体育館竣工挙行
- 1973年（昭和48年）12月7日 - プール、校舎増改築竣工式
- 1985年（昭和60年）3月31日 - 増設新校舎完成
- 1986年（昭和61年）1月11日 - 校舎増改築竣工式
- 1987年（昭和62年）2月28日 - 体育館大規模改修、武道館新築工事竣工式
- 1998年（平成10年）3月 - グランド改修工事
- 1999年（平成11年）3月27日 - プール竣工式
- 2006年（平成18年）8月17日 - 新校舎完成
- 2006年（平成18年）8月31日 - グランド改修工事完成
- 2006年（平成18年）9月12日 - 校舎西館改修工事終了
- 2006年（平成18年）11月17日 - 新校舎竣工式
- 2008年（平成20年）8月29日 - 体育館耐震補強工事完成
- 2013年（平成25年）2月28日 - 西校舎空調設備設置工事
- 2016年（平成28年） - 体育館屋根補修工事

## 校歌
- 作詞：岡本三八四郎
- 作曲：木村蓉子

## 教育目標
- 自立した生徒、共に生きようとする生徒の育成

## 学校行事
| - 4月 始業式、入学式 - 5月 - 6月 | - 7月 - 8月 - 9月 | - 10月 - 11月 - 12月 | - 1月 - 2月 - 3月 卒業式、修了式 |

## 通学区域
- 木曽岬町全域 [1]

## 進学前小学校
- 木曽岬町立木曽岬小学校[1]

## 主な施設
- 木曽岬町立木曽岬こども園
- 木曽岬町立南部幼稚園・保育園
- 木曽岬町立木曽岬小学校
- 木曽岬町役場
- 木曽岬町立図書館
- 木曽岬町体育館
- 木曽岬町武道館
- 木曽岬町立文化資料館
- 木曽岬郵便局

## 交通
- 近鉄名古屋線近鉄弥富駅から木曽岬町自主運行バスで約17分、和泉中和泉バス停下車約5分